# Tinotenda Mavesere
Pas d'image ? Cliquez ici

a Compétitions nationales et continentales officielles uniquement.

b Matchs officiels uniquement.
Dernière mise à jour le 9 mai 2025.
Tinotenda Mavesere, né le 17 octobre 1998 à Kadoma (Zimbabwe), est un joueur international zimbabwéen de rugby à XV jouant au poste de troisième ligne aile avec la franchise des Sharks en United Rugby Championship, et les Natal Sharks en Currie Cup.

## Biographie

### Jeunesse, formation et débuts internationaux
Tinotenda Mavesere naît à Kadoma au Zimbabwe et commence à jouer au rugby à XV au Harare Sports Club. Il joue aussi pour la Churchill Boys High School, dans la capitale zimbabwéenne.
En 2019, il obtient ses premières sélection avec l'équipe du Zimbabwe lors de la Victoria Cup. Il participe aux six rencontres de cette compétition et marque un essai lors du dernier. Les Sables remportent la coupe,.
Il poursuit sa carrière en Afrique du Sud, à l'université du Cap-Occidental, avec qui il participe à la Varsity Cup (en) en 2021. Ses performances sont très remarquées et font de lui l'un des meilleurs joueurs du tournoi. Cela lui permet d'être par la suite recruté par les Sharks,. Il y signe son premier contrat professionnel, d'une durée de deux ans.

### Carrière professionnelle
À la suite d'une rupture des ligaments croisés d'un genou, Tinotenda Mavesere doit attendre jusqu'en 2023 pour faire ses débuts professionnels avec les Natal Sharks durant la Currie Cup. Il joue son premier match contre les Griffons, récemment promus.
En milieu de saison 2023-2024, il fait ses débuts avec la franchise des Sharks, contre Oyonnax Rugby en Challenge Cup. À la fin de la saison, son équipe remporte cette compétition en battant Gloucester Rugby, dans une finale à laquelle il ne participe pas,. Les Sharks deviennent alors la première équipe sud-africaine à remporter un titre dans les compétitions de l'EPCR.
Au mois de juin 2024, Tinotenda Masevere fait partie de l'équipe du Zimbabwe qui remporte la Coupe d'Afrique, organisée à Kampala, en Ouganda. En demi-finale, les Sables ont notamment battu l'équipe la plus victorieuse de l'histoire de la compétition, la Namibie, pour la première fois depuis 23 ans. Ils s'imposent ensuite face à l'Algérie en finale. Mavesere ne peut cependant pas jouer la finale car il doit retourner avec les Sharks.
Durant la saison 2024-2025, il marque le premier essai de sa carrière, contre les Bulls et prolonge son contrat jusqu'en 2028.